# فرانسهم

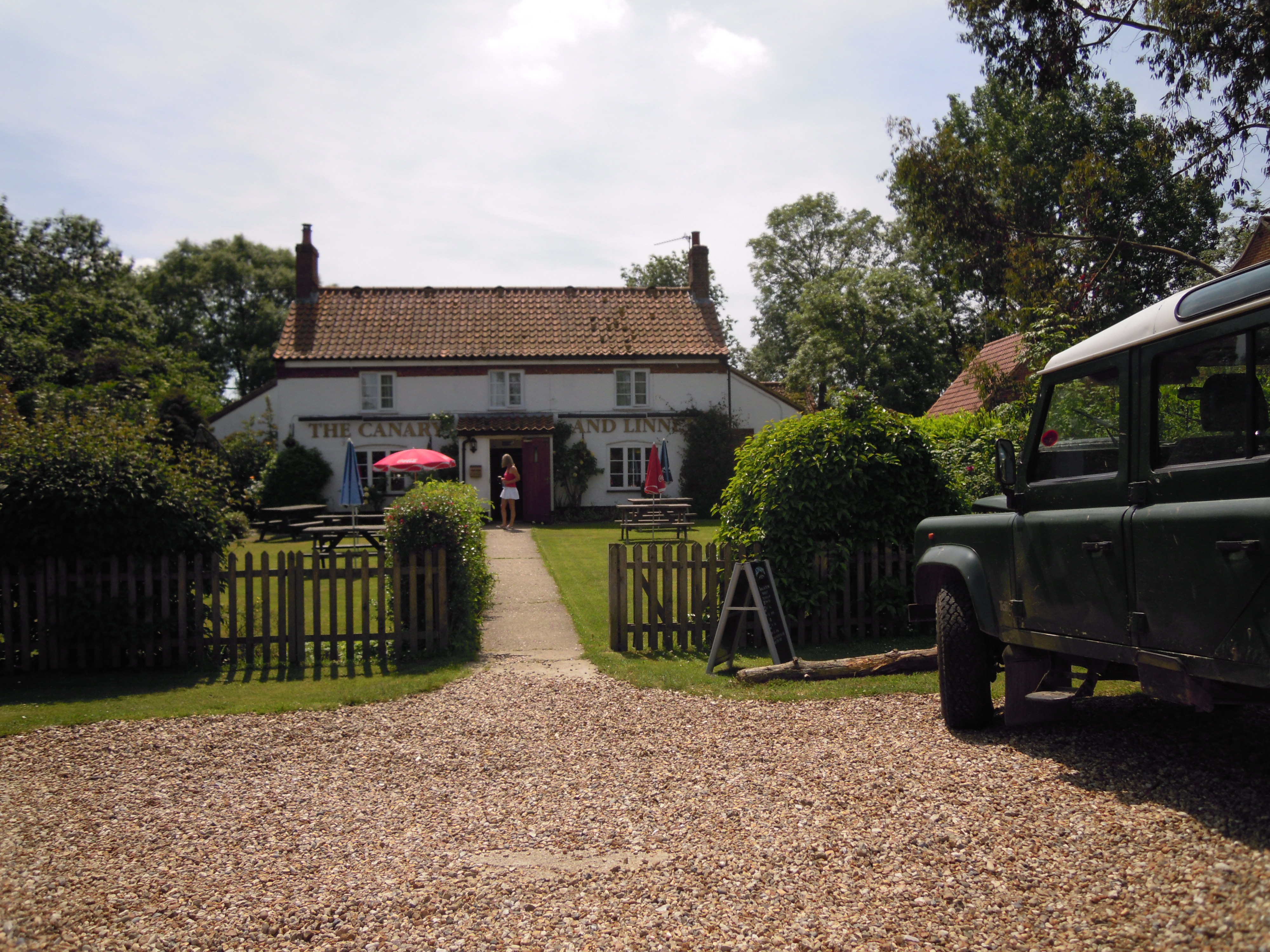
فرانسهم ۲۰۱۰

فرانسهم (به انگلیسی: Fransham) یک محله مدنی و روستا در بریتانیا است که در Breckland District واقع شده‌است. فرانسهم ۱۲٫۱۴ کیلومتر مربع مساحت و ۴۲۶ نفر جمعیت دارد.